# Gruta da Aroeira
Koordinaten: 39° 30′ 20″ N, 8° 36′ 57″ W
Die Gruta da Aroeira ist eine archäologische und paläoanthropologische Fundstätte im zentralen Kalkmassiv der portugiesischen Estremadura. Die Höhle liegt in Almonda, Gemeinde Zibreira, Landkreis Torres Novas im Distrikt Santarém. Es handelt sich um eine Kalkstein-Höhle, aus der u. a. Steingerät der altsteinzeitlichen Acheuléen-Kultur geborgen wurde sowie der westlichste Schädelfund aus dieser Epoche, das Fossil Aroeira 3. Über den Fund wurde nach der Veröffentlichung im Frühjahr 2017 in der internationalen Presse berichtet.

## Erforschung

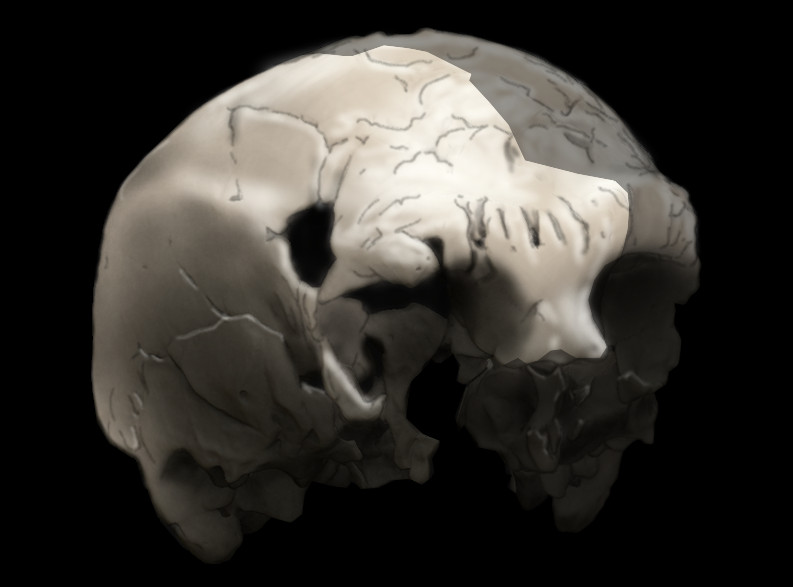
Aroeira-3-Schädel

Die Gruta da Aroeira ist Teil des Almonda-Karst-Systems, das benannt ist nach einem  Nebenfluss des Tejo, dem Rio Almonda, dessen Quelle sich einige Dutzend Meter unterhalb der Höhle befindet. Sie gehört zu einem labyrinthischen Geflecht aus teilweise eingestürzten Gängen und Höhlen mit pleistozänen Einlagerungen und diversen verschütteten Eingängen. Auch der Eingang zur Gruta da Aroeira war, als die Grabungsarbeiten 1998 begannen, durch herunter gebrochenes Gestein der ehemaligen Decke verschüttet und wurde bis 2002 freigelegt. Im Verlauf dieser Grabungen wurden zwei hominine Zähne geborgen, ein relativ großer linker Unterkiefer-Eckzahn (Aroeira 1) und ein linker Oberkiefer-Weisheitszahn (Aroeira 2), deren Alter auf rund 400.000 Jahre bestimmt wurde, ferner mehrere Faustkeile und Reste von Pflanzen.
Im Jahr 2013 wurden die Grabungsarbeiten wieder aufgenommen, in deren Verlauf dann im Jahr 2014 der teilweise erhaltene Schädel Aroeira 3 entdeckt wurde. Er wurde, eingebettet in einem größeren Block Brekzie, nach Madrid transportiert und dort freipräpariert.
Die Ablagerungen in der Höhle sind rund vier Meter dick und wurden von den Forschern in drei stratigraphische Schichten unterteilt, aus deren unterster das Fossil Aroeira 3 geborgen wurde. Diverse, voneinander unabhängige Altersbestimmungen ergaben für diesen Fund jeweils ein Alter von rund 400.000 Jahren und eine Zuordnung zur Sauerstoff-Isotopenstufe MIS 11c. Die jüngsten Ablagerungen in der Höhle wurden auf ein Alter von 60.000 bis 40.000 Jahren datiert (MIS 3c).
Aufgrund der Datierungen können die homininen Fossilien der Art Homo heidelbergensis zugeschrieben werden.

## Belege
1. ↑  Joan Daura et al.: New Middle Pleistocene hominin cranium from Gruta da Aroeira (Portugal). In: PNAS. Online-Vorabveröffentlichung vom 13. März 2017. doi:10.1073/pnas.1619040114 (freier Volltextzugang) und Supporting Information.
2. ↑  Der Urmensch aus Portugal. In: Hamburger Abendblatt vom 16. März 2017.
3. ↑  Crânio de 400 mil anos é o fóssil humano mais antigo descoberto em Portugal. (Ein 400.000 Jahre alter Schädel ist das älteste in Portugal entdeckte menschliche Fossil.) In: Público. 13. März 2017, Volltext, zuletzt abgerufen am 17. März 2022.
4. ↑  Erik Trinkaus et al.: Later Middle Pleistocene human remains from the Almonda Karstic system, Torres Novas, Portugal. In: Journal of Human Evolution. Band 45, Nr. 3, 2003, S. 219–226. doi:10.1016/j.jhevol.2003.07.001.